# Exsecant

Les funcions trigonomètriques, incloent l'exsecant, es poden construir geomètricament emprant la circumferència goniomètrica. L'exsecant és el bocí DE de la secant exterior (ex) al cercle.

L'exsecant, abreviadament exsec, és una funció trigonomètrica que es pot definir en funció de la secant sec(θ):
{\displaystyle \operatorname {exsec} (\theta )=\sec(\theta )-1\,}.
En el seu temps va ser important en camps com l'agrimensura, astronomia, i la trigonometria esfèrica, però avui en dia es fa servir poc. Això és degut principalment al fet que la disponibilitat de calculadores i ordinadors ha eliminat la necessitat de les taules trigonomètriques de funcions especialitzades com aquesta.
Una funció relacionada és l'excosecant (excsc), l'exsecant de l'angle complementari:
{\displaystyle \operatorname {excsc} (\theta )=\operatorname {exsec} (\pi /2-\theta )=\csc(\theta )-1\!}
El motiu per a definir una funció especial per a l'exsecant és similar al motiu per definir el versinus: per angles petits θ, la sec(θ) és molt propera a 1, per tant, si es fa servir la fórmula per a calcular l'exsecant a partir de la secant, cal restar dues quantitats gairebé iguals, això exagera els errors. Així, si s'ha de fer servir una taula de la funció secant per a calcular l'exsecant cal que tingui una exactitud molt alta, per això és útil tenir una taula especialitzada per al càlcul de l'exsecant. Fins i tot amb un ordinador, els errors de coma flotant poden ser problemàtics per al càlcul de l'exsecant d'angles petis. Una fórmula més exacta en aquest límit és fer servir la identitat:
{\displaystyle \operatorname {exsec} (\theta )={\frac {1-\cos(\theta )}{\cos(\theta )}}={\frac {\operatorname {versin} (\theta )}{\cos(\theta )}}=2\sin ^{2}(\theta /2)\sec(\theta )}.
Abans de l'existència dels ordinadors, això requeria multiplicacions que costaven força temps.
EL nom de exsecant es pot entendre a partir de la construcció gràfica que es pot veure a la circumferència goniomètrica de la dreta. La sec(θ) és la secant {\displaystyle {\overline {OE}}}, i la exsecant és el bocí {\displaystyle {\overline {DE}}} d'aquesta secant que queda a l'exterior del cercle (ex del Llatí fora de).